# Ferroutage
Cet article concerne le transport par rail de camion complet. Pour les autres significations, voir vocabulaire du transport intermodal.

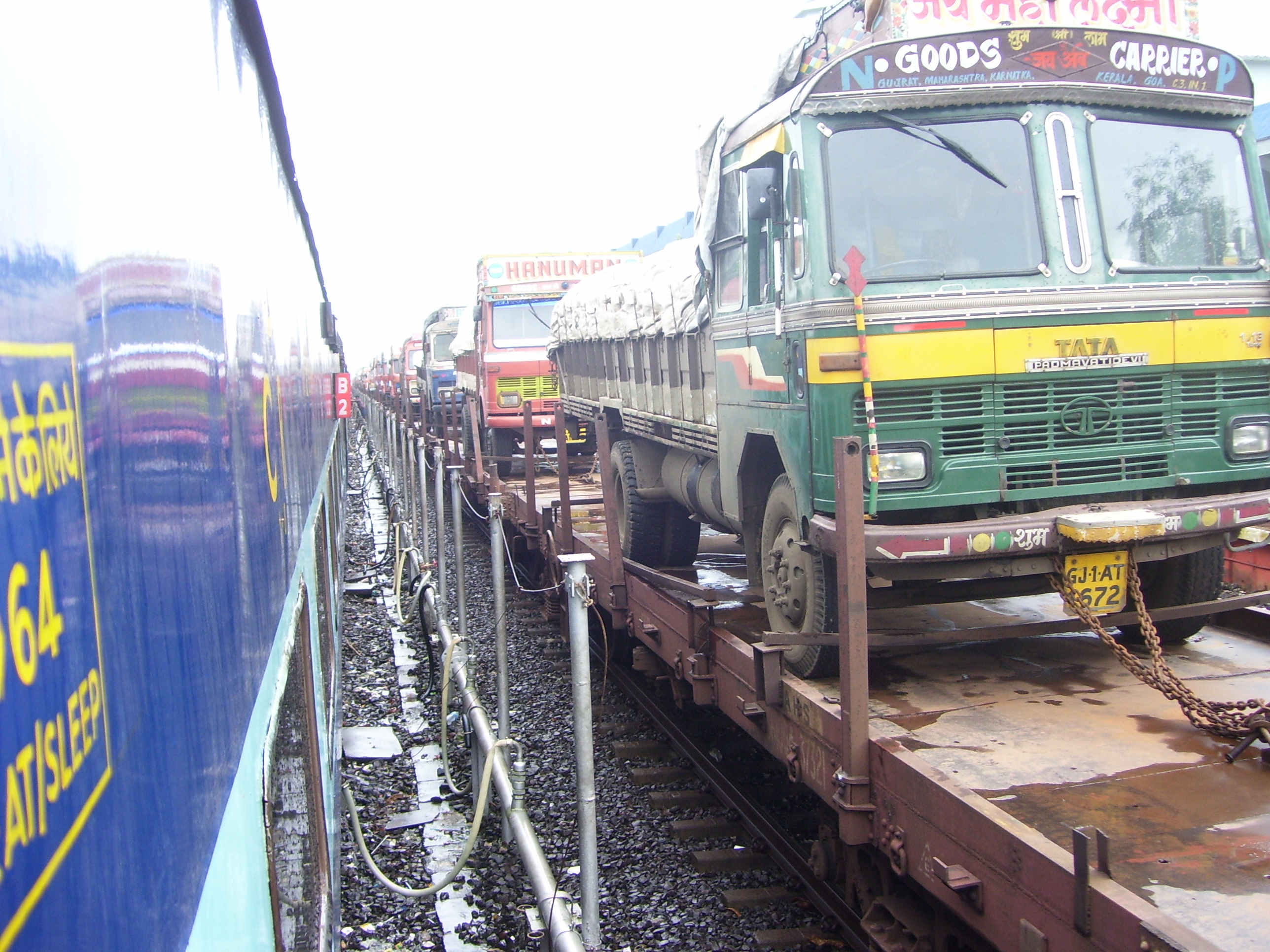
Sur la ligne de Konkan (Inde).

Le ferroutage, transport rail-route ou transport « combiné accompagné », consiste à charger des camions complets sur un train : le tracteur, la remorque et le chauffeur. C'est une forme de transport combiné différente du transport de conteneurs, dit « combiné non accompagné ».
Les trains-autos, consistant à charger des véhicules automobiles sur un train, sont également un mode de ferroutage. Ce mode de transport est particulièrement utilisé en Suisse.

## Usage

### Obstacles ponctuels
Le ferroutage est actuellement utilisé essentiellement pour le passage d'obstacles naturels, montagnes ou bras de mer (Le Shuttle du tunnel sous la Manche), mais il existe des projets de ferroutage de longue distance destinés à réduire la pollution et désengorger les autoroutes.

### Longue distance
Le ferroutage est largement répandu en Europe pour les longues distances entre Allemagne au nord et l'Italie au sud, particulièrement lors du transit des poids-lourds à travers la Suisse. Il fonctionne également remarquablement bien entre la Grande-Bretagne et la France (5000 camions par jour transportés par les navettes de Eurotunnel).

## Techniques
Les contraintes de gabarit ferroviaire nécessitent des wagons spéciaux pour faire circuler des poids-lourds, par exemple le système Modalohr ou la Route roulante.

## Europe

### Entre l'Autriche et l'Italie
Il y a un service de ferroutage pour camions sur le col du Brenner et via Tarvisio.

### En France
En 2016 en France, le ferroutage représente moins de 1 % du transport de marchandises
Le développement du ferroutage a toujours été l'objet de déclarations de volonté politique sans que cette volonté ne soit traduite dans les faits : les raisons invoquées ont été multiples comme l'inadaptation de l'infrastructure et des matériels ou l'absence de qualité de service de la société nationale, en réalité liée à l'absence de budget politique.[réf. nécessaire]
Les deux principaux acteurs du ferroutage en France (hormis Eurotunnel, voir paragraphe suivant) sont :
- Naviland Cargo (anciennement CNC), filiale de la Société nationale des chemins de fer français (SNCF) ;
- Novatrans, dont 39 % du capital est détenue par la SNCF.

En février 2012 la ligne de ferroutage Paris - Toulouse (Fenouillet) est fermée par la SNCF. Elle était exploitée par Novatrans, première entreprise française de transport combiné rail-route détenu à 96 % par la filiale du groupe SNCF Geodis depuis 2009. La SNCF est par ailleurs le premier transporteur routier français à travers sa participation de référence dans Geodis et sa filiale Sernam
Il existe d'autres autoroutes ferroviaires en France :
- L'Autoroute ferroviaire alpine (AFA)
- Le Lorry-Rail entre Perpignan et Luxembourg
- Combiwest créé par des agriculteurs en 1999 avec un début d'activité en 2011 a transporté l'équivalent de 30.00 conteneurs en 2015 entre Bretagne, Pays de Loire et Rhone Alpes, Provence, Cote d'Azur. En liquidation judiciaire le 22 avril 2016 certains évoquent un "sabotage"[5],[6],[7]
- la ligne Calais Le Boulou mise en service le 20 mars 2016[8]

Une nouvelle ligne est à l'étude entre Calais et Leipzig en Allemagne en passant par la Belgique et les Pays-Bas. Elle devrait utiliser la technologie de chargement latéral des remorques sur les wagons de la société allemande CargoBeamer. Les travaux de construction de la plateforme de transbordement route-rail doivent avoir commencé en 2012.
Le projet d'une autre ligne entre Lille et Bayonne, coutant 400 millions d'euros, a été suspendu en 2016.

### Entre la France et le Royaume-Uni
Des navettes composées de wagons fermés transportent différents véhicules à travers le tunnel sous la Manche entre Calais / Coquelles (France) et Folkestone (Royaume-Uni). En 2017, Eurotunnel a transporté plus de 1.6 million de camions par ferroutage et revendique d'être le leader mondial de ce mode de transport.

### En Suisse

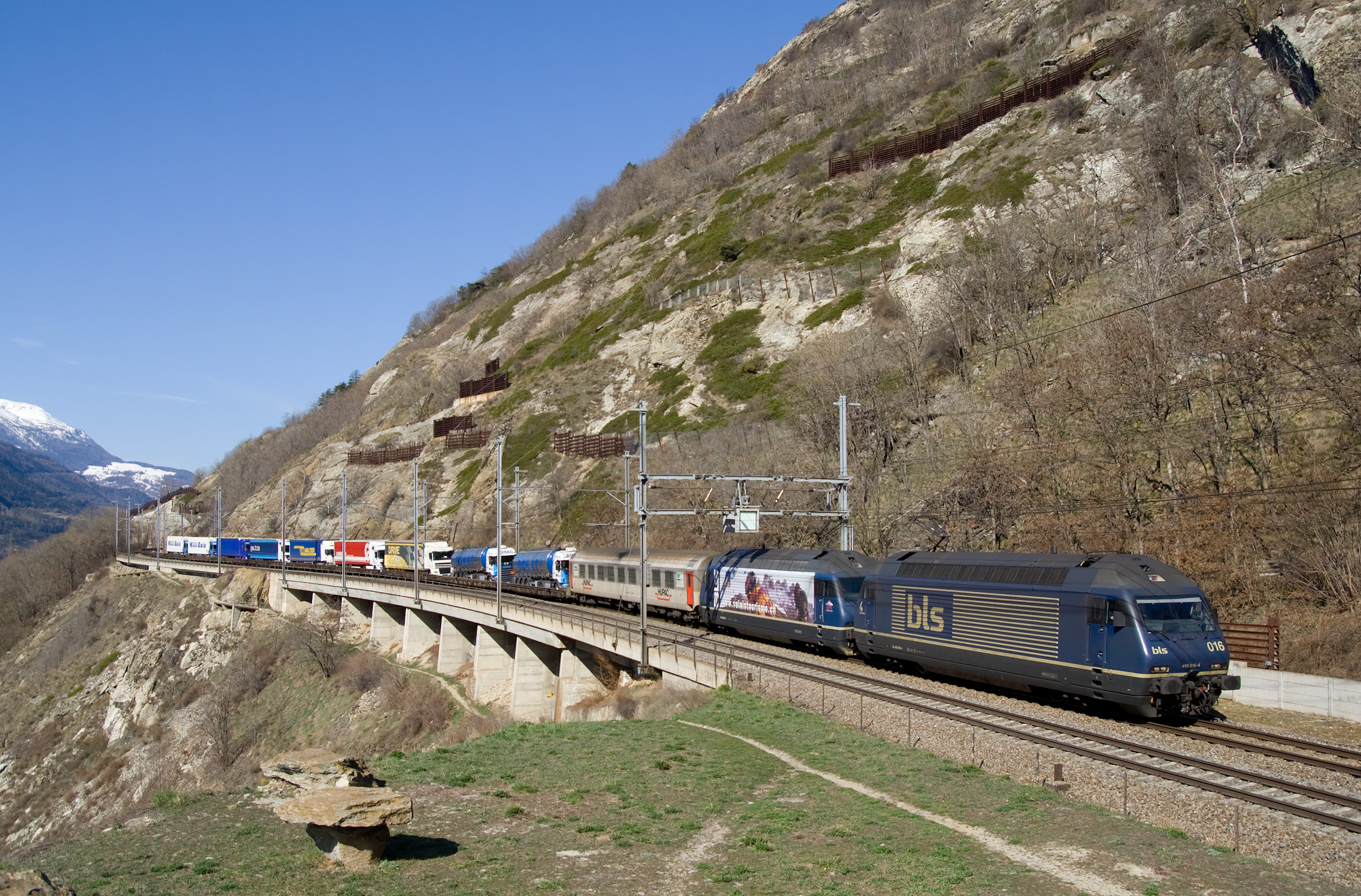
Un convoi tracté par deux Re 465 du BLS descendant la rampe sud du tunnel du Lötschberg. Les camions ont pris le train à Freiburg im Breisgau en Allemagne et le quitteront à Novara en Italie

La Suisse, pour limiter le transit par la route des camions provenant de l'Union européenne, a pris l'initiative de construire deux tunnels ferroviaires : le tunnel de base du Saint-Gothard et le tunnel de base du Lötschberg, qui ont pour objectif le transfert du trafic de marchandises de la route au rail. Toutefois l'objectif suisse est de supporter le trafic traditionnel et combiné non accompagné, le recours au ferroutage restant limité. Il y a un service soutenu (une dizaine d'aller-retour par jour) entre Novare et Fribourg-en-Brisgau via le tunnel du Simplon et le tunnel de base du Lötschberg.